# 細野秀雄
細野秀雄（日语：／ Hosono Hideo ?，1953年9月7日—），FRS，日本材料科學家，專長無機材料、奈米超導材料、電子材料及透明氧化物半導體，現任東京科學大學陶瓷研究所教授。紫綬褒章表彰。
細野教授是IGZO技術的開發者、鐵基超導體的發現者。2013年名列湯森路透引文桂冠獎，2016年獲日本國際獎。

## 生平
1953年9月7日，細野秀雄出生於日本埼玉縣川越市。1977年3月東京都立大學工学部工業科化学科畢業。1982年3月獲得工學博士學位（東京都立大學）。同年4月擔任名古屋工業大學助手，1988年9月擔任美國范德堡大学客座助教授，1990年2月擔任名古屋工業大學工學部材料工學科副教授。
1993年7月轉任東京工業大學工業材料研究所副教授，1995年4月擔任岡崎國立共同研究機構分子科學研究所助教授，1997年4月擔任東工大應用材料與結構研究所教授。

## 研究
細野秀雄是材料科學的大家，數十年來成就甚多，其包括：透過離子注入創造新氧化物光電材料、闡明並利用玻璃中的缺陷點製造新感光材料、發明磷酸鹽微多孔結晶玻璃、發現新光學變化（以玻璃氧化的光及游離輻射常磁性為中心）、確立無定形二氧化矽的離子注入效果、確立奈米結晶分散非線性光學材料的製造與應用等。

### IGZO技術
1990年代，細野團隊發現p型透明氧化物半導體，實現最初的氧化物紫外發光二極體，並成功開發IGZO透明不定形氧化物半導體技術。諸如三星電子、夏普（供給富士通、索尼、東芝、小米科技）使用的IGZO TFT顯示器技術都是他的發明。

### 鐵基超導體
2006年，細野團隊發現新的高溫超導材料「鐵基超導體LaFeOP」，再度推翻鐵磁性與超導不相容的舊觀念（BCS理論），改寫了教科書。基於其巨大的實用化潛力，激發了全球科學家的競爭心。據湯森路透統計，細野與神原陽一領銜的鐵基超導體論文引用次數為世界第一。2008年被《科学 (期刊)》評選為「世界十大科技進展」之一，與iPS細胞（2012年諾貝爾生理學或醫學獎）並列。
2008年初，許多中國媒體主張中科大團隊首先突破鐵基超導體的麥克米蘭極限（絕對溫度39K）。但事實上，細野團隊已於2008年1月9日、2月26日分別突破了絕對溫度26K與43K。

## 所屬學會
應用物理学会、電氣化學會、日本化學會、分光學會、美國光學會、美國陶瓷學會（The American Ceramic Society）。

## 榮譽
- 1986年，日本陶瓷協會獎
- 1991年，恩斯特·阿贝財団Otto-Schott研究獎
- 1994年，W. H. Zachariasen獎
- 1998年，市村學術獎[10]
- 1999年，日本陶瓷協會獎
- 2009年，紫綬褒章[11]
- 2009年，馬蒂亞斯獎（與前野悦輝）
- 2012年，仁科芳雄獎[1]
- 2013年，湯森路透引文桂冠獎[12]
- 2015年，日本學士院獎、恩賜獎[13][14]
- 2015年，James C. McGroddy Prize for New Materials（美國物理學會）
- 2016年，日本國際獎[15]
- 2017年，英國皇家學會外籍院士（FRS）。
- 2018年，美國材料研究學會（英语：Materials Research Society） Von Hippel獎[16]

## 軼事
細野秀雄曾於2008年臨時接受鴻海科技集團創辦人郭台銘的會晤邀約。晤後，他盛讚郭「談話有密度、有深度，比起日本人講話總是拐彎抹角，好太多」。